# Гинзбург, Наум Самуилович
Наум Самуилович Гинзбург (род. 11 февраля 1952 года, Горький, РСФСР, СССР) — советский и российский физик, член-корреспондент РАН (2019).

## Биография
Родился 11 февраля 1952 года в Горьком.
Окончил радиофизический факультет Горьковского государственного университета.
После окончания ВУЗа и по настоящее время[когда?] работает в Институте прикладной физики РАН, в настоящее время[когда?] — заведующий отделом высокочастотной релятивистской электроники.
В 1984 году защитил кандидатскую диссертацию по теме «Нелинейная теория релятивистских электронных генераторов, основанных на индуцированном тормозном излучении и индуцированном рассеянии волн».
В 1993 году защитил докторскую диссертацию по теме «Нелинейная динамика лазеров и мазеров на свободных электронах».
Ведет преподавательскую деятельность: профессор Нижегородского государственного университета.
В 2019 году избран членом-корреспондентом РАН.

## Научная деятельность
Специалист в области радиофизики и физической электроники.
Выполнил основополагающие работы по теории сверхизлучения протяженных электронных сгустков. Эти работы инициировали экспериментальные исследования, результатом которых стало разработка нового класса импульсных источников электромагнитного излучения с экстремально высокой пиковой мощностью и уникальной короткой длительностью.
Сформулировал предложения по использованию двумерной распределённой обратной связи (РОС) для генерации когерентного излучения пространственно-развитыми активными средами, в качестве которых могут выступать как мощные сильноточные релятивистские пучки, так и многие полупроводниковые среды. На основе двумерной РОС реализованы мазеры на свободных электронах планарной и цилиндрической геометрии с рекордным уровнем мощности для коротковолновой части миллиметрового диапазона.

## Награды
- Премия Ленинского комсомола (в составе группы, за 1980 год) — за цикл работ по теоретическому и экспериментальному исследованию индуцированного излучения сильноточных релятивистских электронных пучков и созданию на этой основе мощных источников ЭМК
- Государственная премия Российской Федерации (в составе группы, за 2003 год) — за исследование стимулированного излучения сильноточных релятивистских электронных пучков и создание сверхмощных вакуумных микроволновых генераторов
- Медаль ордена «За заслуги перед Отечеством» II степени (5 февраля 2024 года) — за большой вклад в развитие отечественной науки, многолетнюю плодотворную деятельность и в связи с 300-летием со дня основания Российской академии наук[3]